# Santo Inácio
Santo Inácio is een gemeente in de Braziliaanse deelstaat Paraná. De gemeente telt 4.956 inwoners (schatting 2009).